# Distretto di Lagunas (Loreto)
Il distretto di Lagunas è uno dei sei distretti della provincia di Alto Amazonas, in Perù. Si trova nella regione di Loreto e si estende su una superficie di 6.086,29 chilometri quadrati.
Istituito il 2 gennaio 1857, ha per capitale la città di Lagunas.